# Olia Tira
Olia Tira, född 1 augusti 1988 i Potsdam, Östtyskland, är en moldavisk sångerska.
Tira föddes 1988 i en sovjetisk militärfamilj i Potsdam, Östtyskland. Där tillbringade hon några år innan hon flyttade till den moldaviska huvudstaden Chişinău. Hon stod på scen för första gången vid 14 års ålder och har sedan dess deltagit i många festivaler och konserter. Tiras första album, Your Place or Mine? släpptes i december 2006 och alla låtar var skrivna av Ruslan Taranu.

## Eurovision Song Contest
Tira har försökt att representera Moldavien i Eurovision Song Contest vid flera tillfällen. 2007 slutade hon trea i den interna nationella uttagningen med hennes låt "Your Place or Mine". Året därpå deltog hon i den TV-sända nationella finalen och slutade på andra plats med låten "Always Will Be". Förra året återvände hon igen och slutade på en fjärde plats, på platsen bakom SunStroke Project, med låten "Unicul Meu". 2010 ställde hon, tillsammans med den moldaviska gruppen SunStroke Project, upp i den nationella uttagningen till Eurovision Song Contest 2010. Den 6 mars vann de finalen med låten "Run Away" och fick därmed representera Moldavien i tävlingen. 2014 deltog hon i Moldaviens uttagning till Eurovision Song Contest 2014 under namnet Flux Light och med låten "Never Stop No".